# Below the Waste
Albums de Art of Noise
In No Sense? Nonsense!
(1986) The Ambient Collection
(1989)
Below the Waste est le sixième album du groupe de musique britannique the Art of Noise. C'est leur dernière contribution au label China Records.
Outre une reprise du James Bond Theme, certains morceaux ont été réalisés avec le groupe Zoulou Mahlathini and the Mahotella Queens, ce qui constitue leur premier album incluant de la world music.

## Liste des morceaux
1. Dan Dare -	6:02
2. Yebo! -	7:12
3. Catwalk -	5:29
4. Promenade - 1	0:33
5. Dilemma -	3:01
6. Island -	5:50
7. Chain Gang -	3:07
8. Promenade 2 -	0:38
9. Back to Back -	3:53
10. Flashback -	1:45
11. Spit -	3:32
12. Robinson Crusoe -	3:47
13. James Bond Theme -	5:19
14. Finale -	2:38

## Auteurs et interprètes
- Anne Dudley
- J.J. Jeczalik
- Ted Hayton